# Linutop
 (mars 2014).
Si vous disposez d'ouvrages ou d'articles de référence ou si vous connaissez des sites web de qualité traitant du thème abordé ici, merci de compléter l'article en donnant les références utiles à sa vérifiabilité et en les liant à la section « Notes et références ».
Le Linutop est un ordinateur personnel aux dimensions réduites (Nettop) consommant peu d’énergie. Sa fonction est de proposer des solutions intégrées pour les entreprises, bornes internet et affichages dynamiques, grâce au logiciel Linutop Kiosk et au serveur Linutop TV.
Le disque dur des ordinateurs classiques a été remplacé ici par une clé USB externe (Linutop 1) ou une mémoire flash interne (Linutop 2 et 3). Il est livré avec le système d’exploitation Linutop OS, un système dérivé d’Ubuntu, basé sur le noyau Linux, optimisé pour fonctionner sur une mémoire flash de petite taille.
Les premiers modèles ont été lancés en 2006.

## Solutions logicielles
Aujourd’hui, Linutop est avant tout reconnu pour ses solutions logicielles qui équipent aussi bien ses propres machines que d’autres matériels standard :
- Linutop OS : un système d’exploitation léger et sécurisé, optimisé pour les mémoires flash, avec une interface simplifiée et un mode kiosque.
- Linutop Kiosk : un logiciel de verrouillage et de configuration qui transforme un PC en borne interactive ou kiosque sécurisé avec intégration de Linutop OS.
- Linutop TV : une plateforme de gestion à distance pour piloter et diffuser du contenu sur des écrans d’affichage dynamique.

Ces logiciels sont au cœur de la stratégie actuelle de Linutop, permettant de déployer des solutions flexibles, économiques et durables dans divers environnements professionnels.

## Linutop OS

### Linutop Kiosk
Linutop Kiosk est un logiciel présent dans l'OS Linutop permettant de configurer : 
- Une borne d'accès internet sécurisée.
- Une application d'affichage dynamique, multiformat (photos, vidéos HD, MP3, pages web, musiques, PDF...)

### Linutop OS 14.04 Pour PC
Linutop OS 14.04 est basé sur Xubuntu LTS 14.04.
Logiciels : Firefox 44, LibreOffice 4, et VLC 2 
Utilitaires : Terminal serveur client, PDF Viewer, GNU Paint, Mirage, Archive Manager, Gedit, Samba
- Linutop configuration Panel : Langue, réseau, VNC, Sauvegarde et Restoration, Sécurité (mode lecture seul)
- Linutop Kiosk : Borne Internet et/ou Affichage dynamique

- Taille : 850 Mo
- Utilisable sur clé USB, Disque dur ou mémoire flash.
- Configuration PC minimale : PIII 800 MHz, 512 Mo de RAM

### Linutop OS XS Pour Raspberry Pi
Linutop OS XS est basé sur Raspbian (utilisant l'environnement XFCE).
Logiciels : Epiphany, LibreOffice 3, et VLC 2 (avec accélération Hardware) 
Utilitaires : PDF Viewer, GNU Paint, Mirage, Archive Manager, Gedit, Samba
- Linutop Configuration Panel : Langue, Réseau, VNC, Sécurité, Configuration écran,
- Linutop Kiosk : Borne Internet et/ou affichage dynamique

- Taille : 2800 Mo
- Utilisable sur Micro SD.
- Compatibilité : Raspberry Pi Zero, A, A+, B, B+, 2

Linutop OS XS est disponible gratuitement.
Également disponible au format NOOBS. 

### Linutop OS 5
Linutop OS 5.0 est basé sur Xubuntu (dérivé d'Ubuntu utilisant l'environnement XFCE).
Il contient de nouveaux utilitaires pré-installés : 
- Gpaint, Mirage...
- LibreOffice remplace OpenOffice

### Linutop OS 4[1]
Linutop OS 4.0 est basé sur Ubuntu / GNOME. Il a été conçu pour démarrer sur n'importe quel ordinateur possédant une architecture X86. Depuis octobre 2010, Linutop OS 4.0 est installable sur PC.
Ce système est plus léger qu'une version classique d'Ubuntu et offre une configuration simplifiée avec des utilitaires préinstallés comme : 
- Mozilla Firefox ;
- OpenOffice ;
- VLC Media Player ;

Ainsi qu'une interface de configuration simplifiée permettant :
- La création de clés de sauvegarde ;
- Le démarrage du système sur une application prédéfinie ;
- Le Linutop Lock : qui fige le système en mode lecture seule, afin de restaurer la dernière configuration au redémarrage ;
- etc.

Le système intègre également le logiciel Linutop Kiosk, qui permet diverses utilisations, notamment :
- Borne Internet prête à l'emploi : affichage sécurisé d'un site unique en plein écran, avec une gestion de liste noire/blanche.
- Affichage et monitorage : diffusion de contenus multimédia via une playlist « drag'n'drop » personnalisable. Les contenus à afficher incluent des sites internet, des photos et des vidéos

Le noyau est structuré de la manière suivante :
- D'un système de base (EXT)
- D'une configuration système et utilisateur
- D'une couche d'écriture (RAM-Flash-HD)

Prix : 79 € HT, disponible au téléchargement ou sur clef USB.
Une version démo de Linutop OS 4 est disponible gratuitement.

## Linutop TV
Linutop TV a été conçu pour gérer un parc d'écrans d'affichage dynamique connecté en réseau et permet de centraliser la gestion des écrans via une interface http, les lecteurs équipés du logiciel Linutop Kiosk doivent être connectés au serveur pour se mettre à jour automatiquement.
Linutop TV est une solution de serveur disponible en deux versions:
- Serveur SaaS (ou "cloud"): accessible via Internet.

- Serveur privé (local): fonctionne sur le réseau local. Cette solution est souvent utilisée dans les grands groupes, sur leur intranet. Elle offre une sécurité maximale. [réf. nécessaire]

## Mini-PC Linutop

### Linutop XS
Le Linutop XS est le plus petit ordinateur proposé par la société Linutop. Tout comme ses prédécesseurs, cet ordinateur a une petite taille et ne possède pas de ventilateur.
L'ordinateur Linutop XS se présente sous la forme d’un boîtier en aluminium aux dimensions 9 x 6 x 2 centimètres pour un poids de 92 grammes et une consommation électrique de 3 watts.
Dans l'appareil se trouve un processeur cadencé à 900 MHz, une mémoire vive d'1 Go et une mémoire flash de 8 Go.
L'appareil dispose de plusieurs connectiques comme un port HDMI, un port audio mini-jack, un port Ethernet RJ-45, quatre ports USB 2.0 ainsi qu'une alimentation 5 volts en micro USB.
Le Linutop XS est un packaging professionnel du Raspberry Pi 2 et intègre un décodeur de vidéo HD 1080p.
Avec cette configuration compacte il est destiné aux domaines de l’éducation, du transport, du commerce et de la santé pour de la diffusion d'informations.

### Linutop 6
Le micro-ordinateur Linutop 6 se présente sous la forme d’un petit boitier métallique sans ventilateur aux dimensions 9,5 x 9,1 x 3,6 centimètres pour un poids de 350 grammes et une consommation électrique de 14 watts. Il est équipé d'un processeur Intel ATOM x5-Z8350, une mémoire vive de 2 Go et une mémoire flash de 16 Go.
L'appareil embarque les connectiques suivantes : un port HDMI, un port Ethernet RJ-45, ainsi que quatre ports USB 2.0 et une alimentation de 5 volts.
L’ordinateur Linutop 6 cible une utilisation variée où compacité et puissance sont requises.
| Modèle         | Linutop 6                           | Linutop XS                       | Linutop 5                      | Linutop 4                     | Linutop 3                         | Linutop 2                     | Linutop 1                     |
| -------------- | ----------------------------------- | -------------------------------- | ------------------------------ | ----------------------------- | --------------------------------- | ----------------------------- | ----------------------------- |
| Date de sortie | 2017 ?                              | 2016                             | 2012                           | 2011                          | 2009                              | 2008                          | 2006                          |
| Processeur     | Intel Atom x5-Z8350                 | 900 MHz processeur quad-core ARM | Intel Atom N270                | Intel Atom N270               | VIA C7 (x86) puis Intel Atom N270 | AMD Geode LX800               | AMD Geode LX 700              |
| ROM            | 16 Go de mémoire flash interne      | 8 Go de mémoire flash interne    | 4 Go de mémoire flash interne  | 2 Go de mémoire flash interne | 2 Go de mémoire flash interne     | 1 Go de mémoire flash interne | 1 Go de mémoire flash interne |
| RAM            | 2Go                                 | 1 Go                             | 2 Go                           | 1 Go extensible à 2 Go        | 1 Go extensible à 2 Go            | 512 Mo                        | 256 Mo                        |
| Ports USB      | 4                                   | 4                                | 4                              | 5                             | 6                                 | 4                             | 4                             |
| Ethernet       | 1000BASE-T                          | 100BASE-T                        | 1000BASE-T                     | 1000BASE-T                    | 1000BASE-T                        | 100BASE-T                     | 100BASE-T                     |
| Sortie vidéo   | HDMI 1.4b output rés. max 2560x1440 | HDMI, rés. max 1920x1440         | VGA ou DVI, rés. max 1920x1440 | VGA + DVI, rés. max 1920x1440 | VGA + DVI, rés. max 1920x1440     | VGA, rés. max 1920x1440       | VGA, rés. max 1680x1050       |
| Dimensions     | 9,5x9,1x3,6cm                       | 9 x 6 x 2 cm                     | 15,2 x 11 x 3,5 cm             | 18,2 x 20,1 x 3,6 cm          | 23,5 x 23,6 x 5,5 cm              | 14 x 14 x 3,5 cm              | 15 x 9,3 x 2,7 cm             |
| Alimentation   | DC in 5 V, 4 A                      | DC in 5 V, 2,5 A                 | DC in 12 V, 3,3 A              | DC in 12 V, 3,3 A             | DC in 19 V                        | DC in 12 V-3,3 A              | DC in 9 V-1,5 A               |
| Consommation   | <14 W                               | <3 W                             | <14 W                          | <14 W                         | <16 W                             | 8 W                           | 5 W                           |
| Poids          | 350 g                               | 92 g                             | 602 g                          | 936 g                         | 1,9 kg                            | 580 g                         | 280 g                         |
| Prix de détail | NC                                  | 189 € HT                         | n'est plus commercialisé       | n'est plus commercialisé      | n'est plus commercialisé          | n'est plus commercialisé      | n'est plus commercialisé      |